# Tu-yu-huen
Els tu-yu-huen fou una horda mongola, una branca dels sien-pei, que es va establir a la regió de Koku Nur i fou vassalla dels turcs. A començaments del segle vii amenaçaven les fortaleses de la frontera xinesa al Kansu. La dinastia Suei va enviar forces militars que van ocupar la regió el 608 i van derrotar els tu-yu-huen que van fugir al Tibet.